# Аррак
Аррак, иногда арак – крепкий алкогольный напиток, водка из чистого пальмового сока изготавляемая на Гоа или в Шри-Ланке, либо из сока с добавлением риса на Яве. Рис добавляют в виде зерен либо в виде солода, дают забродить, потом добавляют пальмовый сок, перебродивший напиток перегоняют до трех раз.